# Pseudofusulinella
Pseudofusulinella es un género de foraminífero bentónico de la subfamilia Fusulinellinae, de la familia Fusulinidae, de la superfamilia Fusulinoidea, del suborden Fusulinina y del orden Fusulinida. Su especie tipo es Neofusulinella occidentalis. Su rango cronoestratigráfico abarca desde el Moscoviense (Carbonífero superior) hasta el Sakmariense (Pérmico inferior).

## Discusión
Clasificaciones más recientes incluyen Pseudofusulinella en la subclase Fusulinana de la clase Fusulinata.

## Clasificación
Se han descrito numerosas especies de Pseudofusulinella. Entre las especies más interesantes o más conocidas destacan:
- Pseudofusulinella occidentalis

Un listado completo de las especies descritas en el género Pseudofusulinella puede verse en el siguiente anexo.
En Pseudofusulinella se ha considerado el siguiente subgénero:
- Pseudofusulinella (Kanmeraia), también considerado como género Kanmeraia